# Single (bog)
 For alternative betydninger, se Single. (Se også artikler, som begynder med Single)
En single i bogverdenen er en journalistisk fortælling, der er længere end en avis- eller magasinartikel, men kortere end en traditionel bog. Singlen udkommer som ebog. 
Singlen er opfundet i 2011 af Amazon til brug på deres Kindle, men har nu spredt sig til andre ebogsformater. Størrelsen på en single gør at den kan læses på en gang uden at man behøver at lægge den fra sig.